# Carlos Robles Piquer
Carlos Robles Piquer, né le 13 octobre 1925 à Madrid et mort le 8 février 2018 dans la même ville[réf. nécessaire], est un homme politique espagnol, membre du Parti populaire.

## Biographie
En 1984, Carlos Robles Piquer est élu député au Parlement européen, où il s'inscrit au groupe du Parti populaire européen (Groupe démocrate-chrétien), dont il devient le vice-président. Il est réélu pour les deux législatures suivantes, en 1989 et 1994.
Carlos Robles Piquer est membre honoraire du Club de Rome.